# Ǵ
Ǵ، ǵ یا Gِ اکسان اگودار یک نویسهٔ لاتین است. از آن در نویسه‌گردانی حرف پشتوی ږ و همچنین حرف سیریلیک Ѓ به لاتین بهره می‌برند.

## منبع
Wikipedia contributors, "Ǵ," Wikipedia, The Free Encyclopedia, http://en.wikipedia.org/w/index.php?title=%C7%B4&oldid=613429770 (accessed July 14, 2014). 